# Parajd község
Parajd község (románul: Comuna Praid) község Hargita megyében, Romániában. Központja Parajd, beosztott falvai Alsósófalva, Bucsin, Békástelep, Felsősófalva, Sásverés.

## Népessége
A 2011-es népszámlálás adatai alapján a község népessége 6502 fő volt.